# Fear (gruppo musicale)
I Fear sono un gruppo punk rock statunitense formato nel 1977 a Los Angeles, California e capitanato da Lee Ving.

## Storia
Pur venendo annoverati nella scena hardcore punk locale (nel 1981 compaiono difatti nel documentario cult di Penelope Spheeris, The Decline of Western Civilization), i Fear meritano un discorso a parte. Se infatti è innegabile la matrice punk di base, il loro stile è meglio comprensibile immaginando un aggiornamento del blues-rock sudista degli anni 70: i Fear ripresero quell'atteggiamento "reazionario" innestandolo su ritmi sincopati, chitarre sferraglianti e divagazioni free jazz, anticipando generi come noise e crossover.
Questa immagine "sporca" fu amplificata da testi decisamente "scorretti", affrontati tuttavia in maniera ironica: il leader Lee Ving ha infatti confessato che non c'è mai stato un attimo della sua vita in cui abbia coltivato ideologie di destra, e che l'unico fine delle sue canzoni era quello di "provocare tutto e tutti".
La loro fama "violenta" fu consacrata quando, dopo l'uscita del documentario della Spheeris e grazie alla sponsorizzazione dell'amico John Belushi, nel 1981 fecero una clamorosa apparizione al Saturday Night Live, accompagnati dal mosh di una ventina di membri della scena hardcore statunitense (tra cui Ian MacKaye dei Minor Threat,  Harley Flanagan e John Joseph dei Cro-Mags e John Brannon dei Negative Approach) e dello stesso Belushi, che devastarono lo studio causando l'interruzione dello show e migliaia di dollari di danni.
Nonostante abbiano iniziato a suonare alla fine degli anni '70, dovranno aspettare il 1982 per veder pubblicato il loro primo, devastante disco: The Record. Il 3 luglio 1983, si esibirono al concerto di protesta "Rock Against Reagan" al Lincoln Memorial di Washington, D.C. insieme a Dead Kennedys, MDC, Toxic Reasons, Crucifucks e altri.
Nel 1985 uscirà un secondo lavoro, More Beer, sorta di primo atto di un'improbabile trilogia dedicata alla loro bevanda preferita, proseguita poi nel 1995 con Have another Beer e nel 2001 con American Beer: tutti album che risentono dell'instabilità della formazione (per un breve periodo nella band militò anche un giovane Flea) e non riusciranno mai a ripetere la forza innovativa e dissacrante del folgorante esordio.

## Formazione
- Lee Ving - voce, chitarra (1977-oggi)
- Spit Stix - batteria (1977-1986)
- Lorenzo Buhne - basso (1984-1986)
- Philo Cramer - chitarra (1977-1986)
- Derf Scratch - basso (1977-1982)
- Michael "Flea" Balzary - basso (1982-1984)

## Discografia

### Album in studio
- 1982 - The Record
- 1985 - More Beer
- 1991 - Live...For the Record
- 1995 - Have Another Beer with Fear
- 2000 - American Beer

### Apparizioni in compilation
- Faster & Louder: Hardcore Punk, Vol. 2